# La finta pazza
La finta pazza (La Folle supposée) est un opéra italien sur un livret en un prologue et trois actes de Giulio Strozzi, musique de Francesco Sacrati, décors et machines de Giacomo Torelli, créé au Teatro Novissimo (en) de Venise en 1641, puis à Bologne en 1645.

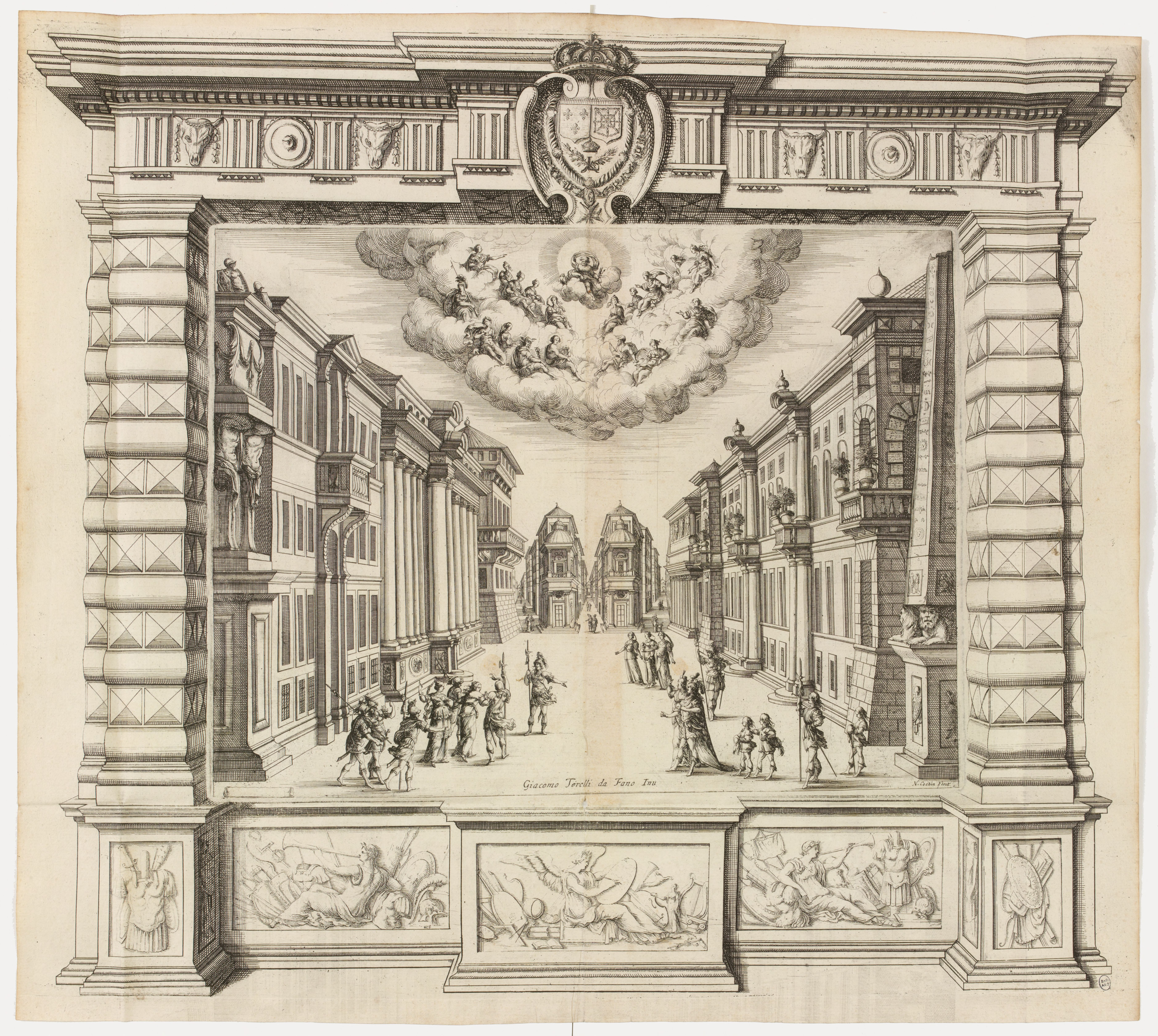
La finta pazza, scénographie par Giacomo Torelli au théâtre du Petit-Bourbon à Paris en 1645.

Mazarin fait venir les acteurs italiens à la cour de la régente Anne d'Autriche et le spectacle est donné pour la première en France le 14 décembre 1645 au Petit-Bourbon, sous le titre Feste theatrali per la finta pazza. Pour l'amusement du jeune Louis XIV, alors âgé de sept ans, Giovan Battista Balbi invente des ballets mettant en scène des perroquets, des singes, des autruches, des ours et des Indiens.
Alliant musique, chant, ballet, mise en scène et machines, La finta pazza passe pour être le premier opéra représenté en France, et le précurseur de l'opéra-ballet.

## Distribution
| Rôle                           | pupitre |
| ------------------------------ | ------- |
| Achille, le fils de Thétis     | soprano |
| Deidamia, la fille de Lycomède | soprano |
| Junon                          | soprano |
| Minerve                        | soprano |
| Vénus                          | soprano |
| La Victoire                    | soprano |
| Ulysse                         | alto    |
| Diomède                        | ténor   |
| La nourrice de Deidamia        | ténor   |
| Thétis, la mère d'Achille      | ténor   |
| Jupiter                        | basse   |
| Lycomède, le père de Deidamia  | basse   |
| Vulcain                        | basse   |